# یوبا سیتی (کالیفرنیا)
یوبا سیتی  (به انگلیسی: Yuba City) شهری در شهرستان سوتر ایالت کالیفرنیا است که در سرشماری سال ۲۰۱۰ میلادی، ۶۴۹۲۵ نفر جمعیت داشته است.